# Boyz on Block
Boyz on Block — англо-ірландський поп супергурт, створений в 2019 році.
До складу гурту входять: Abz Love з гурту Five, Ben Ofoedu з гурту Phats & Small, Dane Bowers з гурту Another Level, Shane Lynch з гурту Boyzone.

## Історія
Гурт був створений у 2019 році.
20 листопада 2020 року гурт випустив кавер на пісню гурту East 17, «Stay Another Day», за участю автора пісень і колишнього учасника гурту East 17, Тоні Мортімера (Tony Mortimer), з супровідним музичним відео.
15 лютого 2021 року гурт випустив перший офіційний сингл, кавер на пісню дуету K-Ci & JoJo, «All My Life», разом із супровідним музичним відео та деякими реміксами. Реліз альбому був запланований на 2021 рік.
31 січня 2022 року вони випустили черговий сингл, кавер на пісню гурту EMF, «Unbelievable».
21 вересня 2021 року гурт Boyz on Block з'явився в епізоді британської комедійної музичної вікторини Never Mind the Buzzcocks під час сегменту «Live Identity Parade».

## Дискографія

### Сингли
| Сингл                                        | Рік  |
| -------------------------------------------- | ---- |
| "Stay Another Day" (featuring Tony Mortimer) | 2020 |
| "All My Life"                                | 2021 |
| "Unbelievable"                               | 2022 |